# Kisszécsény

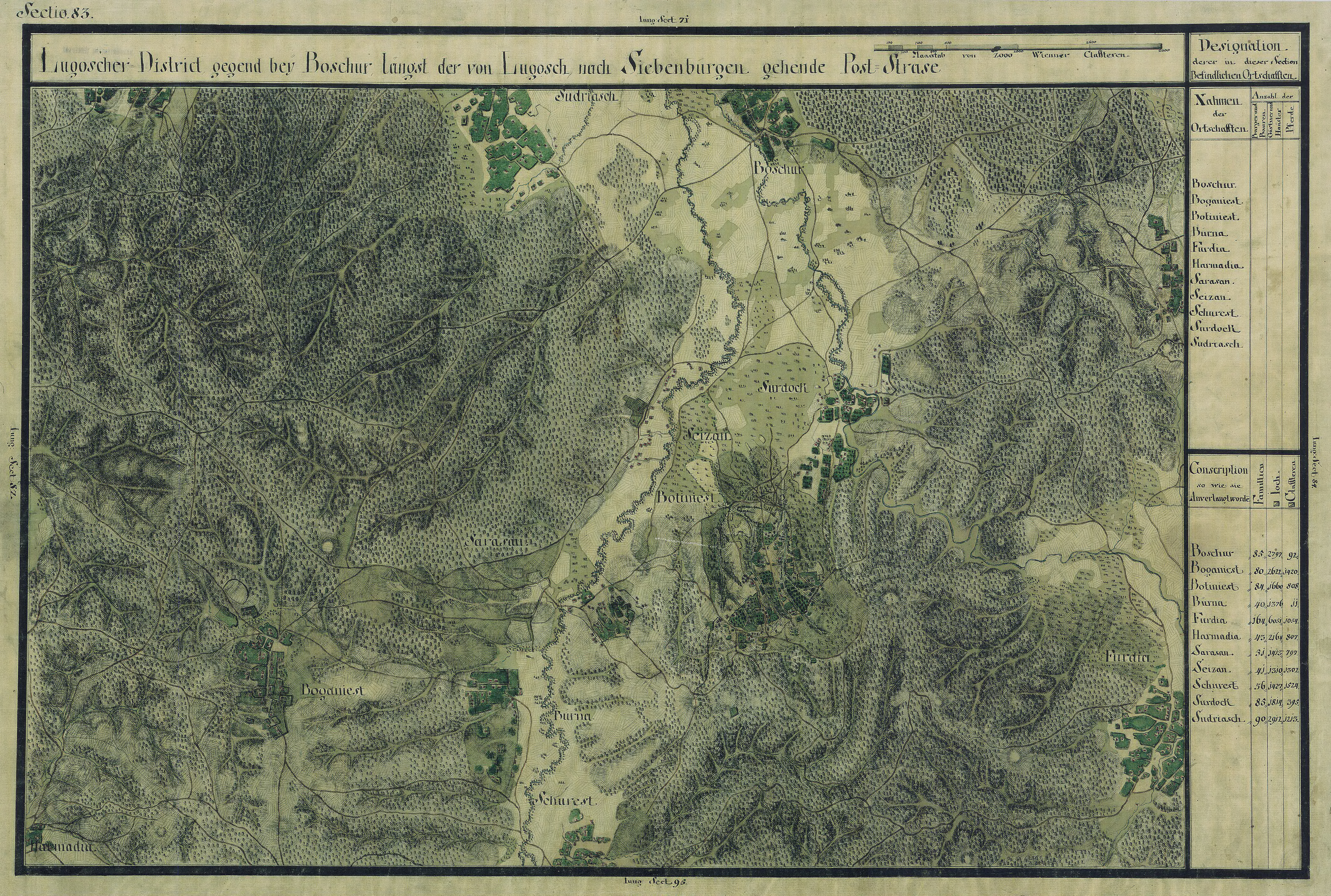
Kisszécsény egy 1700-as évekből való térképen

Kisszécsény, románul: Săceni, ukránul: Сечень, település Romániában, a Bánságban, Temes megyében, Lugostól északkeletre.

## Története
Kisszécsény nevét 1596-ban Zechien formában említette először oklevél. 1607-ben Zechyen, 1717-ben Sezsany, 1808-ban Szécsán, Secsani néven említik.
Fényes Elek 1851-ben írta a településről: „…oláh falu, Krassó vármegyében, Bozsúrhoz 1/2 órányira, 197 óhitü lakossal.”
1910-ben 406 lakosából 202 román, 201 magyar, 3 német volt. Ebből 202 görögkeleti ortodox, 123 református, 81 római katolikus volt.
A trianoni békeszerződés előtt Krassó-Szörény vármegye Facsádi járásához tartozott. 